# Ricardo Moreira
Ricardo Ariel Moreira (Rosario, Santa Fe, Argentina, 23 de febrero de 1983) es un ex futbolista argentino. Se desempeñaba como defensor.

## Trayectoria
Ricardo Moreira nació en Rosario, provincia de Santa Fe, Argentina y jugaba de defensa.
Surgió de las inferiores de Rosario Central. Debutó en Primera División el 4 de abril de 2004 en el partido que su equipo empató 1 a 1 con Nueva Chicago. En Central jugó durante tres temporadas, disputando 89 partidos y convirtiendo un gol.
A mediados de 2007 es transferido a Independiente por la cifra de 750 mil dólares, donde debuta en la primera fecha del Torneo Apertura 2007. Luego pasa a Atlético Tucumán y posteriormente a Gimnasia LP. En el 2012 se incorpora a Tiro Federal, pasando luego por Central Córdoba de Rosario y Club Atlético Carcarañá.

## Clubes
| Club                      | País      | Año         |
| ------------------------- | --------- | ----------- |
| Rosario Central           | Argentina | 2003-2007   |
| Independiente             | Argentina | 2007- 2009  |
| Atlético Tucumán (cedido) | Argentina | 2010        |
| Gimnasia LP (cedido)      | Argentina | 2010- 2011  |
| Tiro Federal              | Argentina | 2012 - 2013 |
| Central Córdoba           | Argentina | 2015        |
| Club Atlético Carcarañá   | Argentina | 2016 - 2017 |